# Kecamatan Batukliang Utara
Kecamatan Batukliang Utara är ett distrikt i Indonesien.   Det ligger i provinsen Nusa Tenggara Barat, i den sydvästra delen av landet, 1 100 km öster om huvudstaden Jakarta. Kecamatan Batukliang Utara ligger på ön Lombok Island.